# Route nationale 157
Pour les articles homonymes, voir D57 et Route 157.
La route nationale 157, ou RN 157, est une route nationale française reliant Orléans à Rennes.
En 2006, elle a été déclassée en :
- RD 2157 dans le Loiret,
- RD 357 dans le Loir-et-Cher et la Sarthe,
- RD 57 ou D 57 dans la Mayenne (entre la limite départementale de la Sarthe et La Gravelle.
- RD 857 en Ille-et-Vilaine.

Autrefois, elle reliait Blois à Laval. La section Orléans-Ormes appartenait à la RN 155. La section Ormes-Épuisay s'appelait alors RN 826. La section Blois-Épuisay est aujourd'hui la RD 957 (depuis les déclassements de 1972).
Jusqu'en 1952, la section Laval-Rennes appartenait à la RN 12.

## Tracé de 1972 à 2006: d'Orléans à Épuisay (D 2157, D 357)
Les communes traversées sont :
- Orléans (km 0)
- Ingré (km 5)
- Ormes (km 7)
- Bucy-Saint-Liphard (km 11)
- Coulmiers (km 20)
- Épieds-en-Beauce (km 23)
- Charsonville (km 27)
- Ouzouer-le-Marché (km 30)
- Binas (km 35)
- Morée (km 52)
- Fréteval (km 55)
- Busloup (km 62)
- Danzé (km 70)
- Épuisay (km 77)

## Tracé avant 1972: de Blois à Épuisay (D 957)
Les communes traversées sont :
- Blois
- Fossé
- La Chapelle-Vendômoise
- Villeromain
- Vendôme
- Épuisay

## Tracé avant 2006: d'Épuisay au Mans (D 357)
Les communes traversées sont :
- Marolles-lès-Saint-Calais (km 90)
- Saint-Calais (km 93)
- Bouloire (km 108)
- Le Mans (km 139)

## Tracé avant 2006: du Mans à Laval (D 357, D 57)
La route est dédoublée par l'A81.
Les communes traversées sont :
- Chaufour-Notre-Dame (km 147)
- Coulans-sur-Gée (km 147)
- Brains-sur-Gée (km 154)
- Longnes (km 158)
- Chassillé (km 161)
- Joué-en-Charnie (km 167)
- Saint-Denis-d'Orques (km 173)
- Saint-Jean-sur-Erve (km 183)
- Vaiges (km 189)
- Soulgé-sur-Ouette (km 196)
- Bonchamp-lès-Laval (km 206)
- Laval (km 213)

## Tracé de 1952 à 2006: de Laval à La Gravelle (D 57)
La route est dédoublée par l'A81 jusqu'à La Gravelle.
Les communes traversées sont :
- Saint-Berthevin (km 217)
- La Gravelle, jonction avec l'autoroute A81 (km 231)

## Tracé depuis 1952: de La Gravelle à Rennes (N 157)
La route est à 2×2 voies et sera mise aux normes autoroutières jusqu'à Rennes. Entre La Gravelle et Châteaubourg, l'ancien tracé a été déclassé en RD 120 dans la Mayenne et en RD 857 en Ille-et-Vilaine.
Avant la mise en voie express, les communes traversées sont :
- Vitré (km 247)
- Saint-Jean-sur-Vilaine (km 258)
- Châteaubourg (km 262)
- Servon-sur-Vilaine (km 267)
- Brécé (km 268)
- Noyal-sur-Vilaine (km 271)
- Cesson-Sévigné (km 277)
- Rennes (km 283)

### Voie express
- Début de la route nationale N157.
- Aires de service d'Erbrée (sens La Gravelle - Rennes),  de Mondevert (sens Rennes - La Gravelle)
- 6 La Haie Neuve - D111 (depuis et vers Rennes) : Mondevert, Erbrée, Saint-Pierre-la-Cour
- 7 Piquet - D178 : Vitré, La Guerche-de-Bretagne, Châteaubriant, Argentré-du-Plessis, Étrelles
- 8 Montigné - D777 : Vitré, Janzé
- 9 La Mercerais - D857 : Châteaubourg
- 9.1 Les Fossés - D93 (depuis Rennes) : Ossé, PA La Gaultière
- 10 Olivet - D101 : Servon-sur-Vilaine, Châteaugiron
- 11 La Croix Rouge - D486 : Brécé
- 12 La Maison Neuve - D292 : Noyal-sur-Vilaine-Est
- 12.1 La Richardière - D92 (sens Rennes - La Gravelle et vers Rennes) : Noyal-sur-Vilaine-Ouest, Châteaugiron
- Entrée sur la Rocade de Rennes, agglomération de Rennes.
- Échangeur entre N157 et N136 (Rocade de Rennes) :
  - N136 Rocade Sud : Rennes-Centre, Nantes, Cesson-Sévigné-Sud
  - N136 Rocade Est : Saint-Malo, Brest, Lorient
  -  1 (Rocade de Rennes) Porte de la Rigourdière : Cesson-Sévigné-Centre, Centre Commercial